# カラマイ駅
カラマイ駅（克拉玛依站）は、中华人民共和国の新疆ウイグル自治区、カラマイ市カラマイ区にある奎阿線と克塔線の鉄道駅である。2010年3月に建設が開始され、2011年10月20日に開業した。中国鉄路ウルムチ局集団有限公司が管轄している。

## 駅からの交通
2022年6月現在、市中心部へ向かう路線バス3、7、12、15系統，白碱滩区へ向かう303系統が駅前から発着している。
Template:克塔铁路